# Kirchenkreis Saar-West
Der Kirchenkreis Saar-West ist einer der 37 Kirchenkreise der Evangelischen Kirche im Rheinland. Sitz der Superintendentur des Kirchenkreises ist Saarbrücken. Er entstand 2009 durch die Fusion der Kirchenkreise Völklingen und Saarbrücken.

## Gebiet
Der Kirchenkreis ist der flächenmäßig größte Kirchenkreis im Saarland und reicht entlang der Saar von Perl im Nordwesten bis nach Rilchingen-Hanweiler im Süden des Saarlandes. Er umfasst derzeit 22 Kirchengemeinden (davon eine Gesamtkirchengemeinde) im Regionalverband Saarbrücken und den Landkreisen Saarlouis und Merzig-Wadern mit ca. 70.000 Gemeindegliedern.

## Geschichte

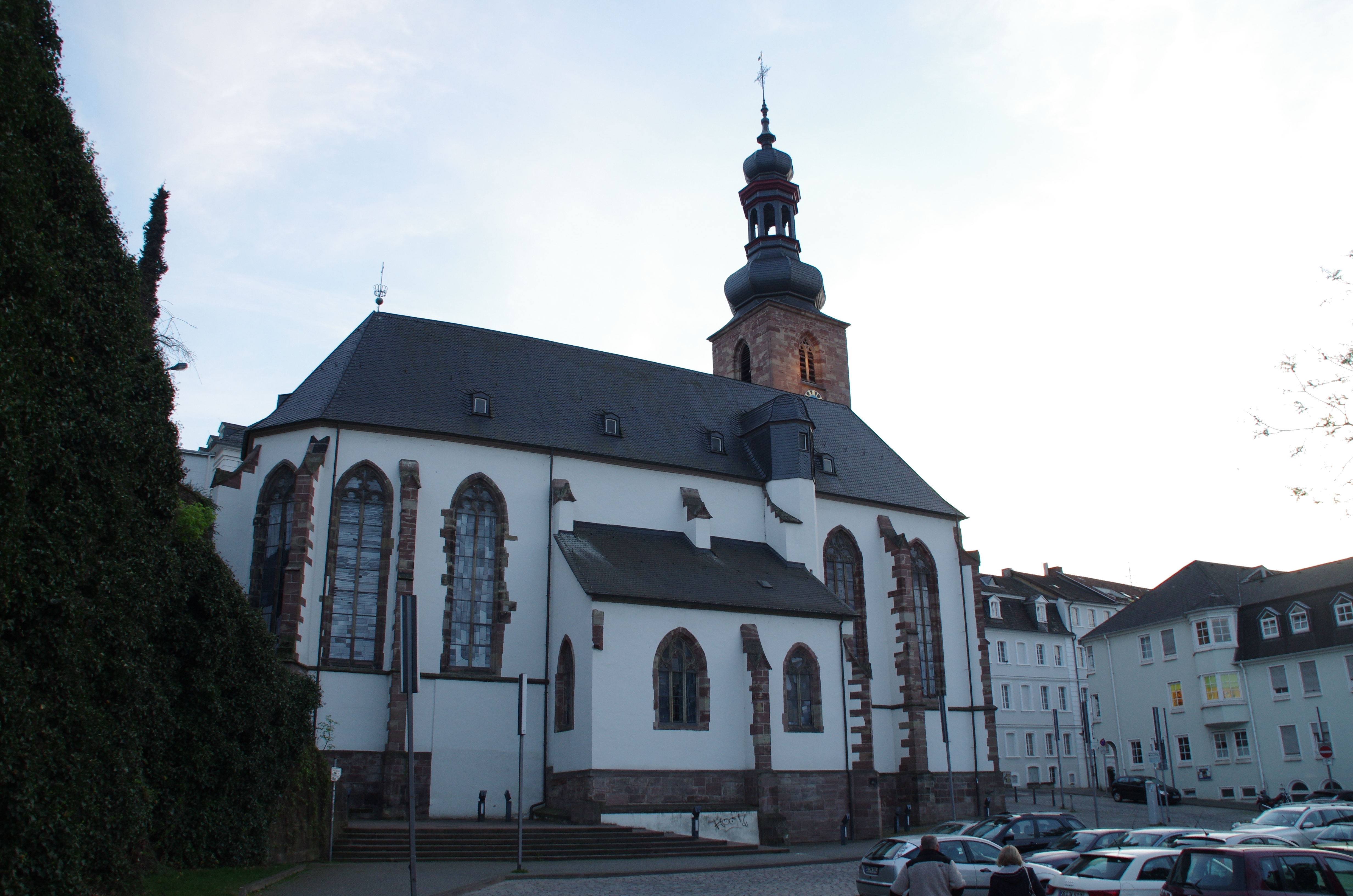
Die Schlosskirche in Saarbrücken (im Besitz der Stiftung Saarländischer Kulturbesitz)

In der Grafschaft Saarbrücken und der Herrschaft Ottweiler wurde 1575 durch das neue Herrscherhaus Nassau-Weilburg das Luthertum eingeführt. Viele der Gemeinden aus dem südlichen Teil des Kirchenkreises bestehen daher  schon seit mehreren Jahrhunderten. Im Herzogtum Lothringen und im Erzstift Trier konnte sich die Reformation dagegen nicht durchsetzen; die meisten evangelischen Gemeinden entstanden erst in der Zeit der Industrialisierung oder noch später. Nachdem durch den Zweiten Pariser Frieden 1815 der Großteil des heutigen Saarlandes an die preußische Rheinprovinz gefallen war, wurde 1817 der Kirchenkreis Saarbrücken (nach damaligem Sprachgebrauch Synode Saarbrücken) gegründet. 1897 wurde der Kirchenkreis St. Johann von ihm abgetrennt. 1946 wurde das Gebiet, das inzwischen zur Evangelischen Kirche im Rheinland gehörte, in die Kirchenkreise Ottweiler, Saarbrücken und Völklingen aufgeteilt.
Nach der Fusion der Kirchenkreise Saarbrücken und Völklingen wählte die Kreissynode bei ihrer konstituierenden Tagung 2009 Pfarrer Christian Weyer (Kirchengemeinde St. Johann), der zuvor ab 2004 Superintendent des Kirchenkreises Saarbrücken war, zum ersten Superintendenten des Kirchenkreises. Seit 2012 ist das Superintendentenamt ein Hauptamt.
Im Juni 2024 beschlossen die evangelischen Kirchenkreise Saar-West und Saar-Ost ihre Fusion, die am 1. Januar 2026 vollzogen werden soll.

## Gemeinden
Zum Kirchenkreis Saar-West gehören folgende Kirchengemeinden:
| Kirchengemeinde       | Kirchen der Gemeinde (Auswahl)                                                                | Bemerkungen                                                    |
| --------------------- | --------------------------------------------------------------------------------------------- | -------------------------------------------------------------- |
| Brebach-Fechingen     | Evangelische Kirche Fechingen                                                                 | Fusion mit Schafbrücke geplant                                 |
| Burbach               | Matthäuskirche (Saarbrücken-Burbach)                                                          | Fusion mit Malstatt geplant                                    |
| Dilingen              | Evangelische Kirche (Dillingen/Saar)                                                          |                                                                |
| Kölln                 | Martinskirche Köllerbach                                                                      |                                                                |
| Lebach-Schmelz        | Evangelische Kirche Lebach                                                                    |                                                                |
| Malstatt              | Evangelische Kirche Malstatt, Evangelische Kirche Rußhütte                                    | Fusion mit Burbach geplant                                     |
| Merzig                | Friedenskirche (Merzig)                                                                       |                                                                |
| Mettlach-Perl         | Evangelische Kirche Mettlach                                                                  |                                                                |
| Oberes Köllertal      | Evangelische Kirche Güchenbach zu Riegelsberg                                                 | 2022 fusioniert aus Heusweiler, Güchenbach und Wahlschied-Holz |
| Obere Saar            | Evangelische Kirche Bübingen, Evangelische Kirche Güdingen                                    |                                                                |
| Saarbrücken-Mitte     | Ludwigskirche (Saarbrücken), Notkirche Saarbrücken                                            | 2024 fusioniert aus Alt-Saarbrücken und Rodenhof               |
| Saarbrücken-Ost       | Evangelische Kirche Bischmisheim, Evangelische Kirche Scheidt                                 | Gesamtkirchengemeinde                                          |
| Saarbrücken-West      | Lutherkirche Altenkessel, Evangelische Kirche Gersweiler                                      | 2023 fusioniert aus Gersweiler, Klarenthal und Altenkessel     |
| Saarlouis             | Evangelische Kirche (Saarlouis)                                                               |                                                                |
| Schafbrücke           | Evangelische Kirche am Lorenzberg                                                             | Fusion mit Brebach-Fechingen geplant                           |
| Schaffhausen          | Evangelische Kirche Schaffhausen                                                              |                                                                |
| Schwalbach            | Evangelische Kirche Bous                                                                      |                                                                |
| St. Arnual            | Stiftskirche St. Arnual                                                                       |                                                                |
| St. Johann            | Johanneskirche (Saarbrücken), Christuskirche (Saarbrücken)                                    |                                                                |
| Völklingen-Warndt     | Auferstehungskirche (Wehrden), Evangelische Kirche (Karlsbrunn), Hugenottenkirche (Ludweiler) |                                                                |
| Völklingen-Versöhnung | Versöhnungskirche (Völklingen)                                                                |                                                                |
| Wadern-Losheim        | Evangelische Kirche (Wadern)                                                                  |                                                                |